# Lorenzo Gaetano Zavateri
Lorenzo Gaetano Zavateri (* 8. September 1690 in Bologna; † 1764 ebenda) war ein italienischer Komponist und Violinist.

## Leben
Lorenzo Gaetano Zavateri studierte Violine bei Giuseppe Torelli und Komposition bei Luca Antonio Predieri. Zavateri gilt als Beispiel für viele italienische Musiker, die als Violinist eine Zeit lang von Hof zu Hof quer durch Europa reisten. Ab 1725 ließ er sich in seiner Heimatstadt Bologna nieder und lebte dort als Hof- und Kirchenmusiker. 1717 wurde er in den erlauchten Kreis der Accademia Filarmonica aufgenommen. In den Aufzeichnungen der „capella musicale“ von S. Petronio wird sein Name häufig als Violinist oder Violaspieler zitiert. Zavateris Stil entspricht dem seiner Zeit und lehnt sich an Vorbilder von Antonio Vivaldi oder Händel an. Von Zavateri sind lediglich zwei veröffentlichte Sammlungen bekannt. Zu seinen Schülern gehörte neben mehreren Adeligen der Violinist Francesco Landini, nicht zu verwechseln mit dem gleichnamigen Komponisten der Frührenaissance.

## Werke
- 12 Concerti da Chiesa e da Camera dedicati al Nobil Uomo il Signor Cornelio Pepoli Musotti Op. 1, von 1735, die sich aus Streichersinfonien und aus Konzerten für eine oder zwei Soloviolinen und Streicher, teils in der Form der Concerto grosso zusammensetzen.
- 12 Divertimenti Musicali per Camera a Violino e Basso Op. 2, ca. 1740
- Mehrere Tanzstücke von 1736, als Manuskript erhalten, komponiert für den adeligen Amateur Francesco Petronio Rampionesi.